# Arrigorriaga
Arrigorriaga város Spanyolországban,  Bizkaia tartományban. Arrigorriaga Bilbao, Alonsotegi, Basauri, Zaratamo, Zeberio, Ugao-Miraballes és Arrankudiaga községekkel határos. Lakosainak száma 11 952 fő (2024).

## Népesség
A település lakosságának változását az alábbi diagram mutatja:
| Lakosok száma | 10 715 | 11 871 | 12 341 | 12 435 | 12 525 | 12 374 | 12 265 | 12 160 | 11 954 | 11 952 |
|               | 2001   | 2004   | 2007   | 2009   | 2012   | 2014   | 2017   | 2019   | 2022   | 2024   |